# Het Land van Aelst
Het Land van Aelst was een Belgisch Nederlandstalig daensistisch tijdschrift.

## Historiek
De eerste editie van dit tijdschrift verscheen eind 1859, drukker-uitgever was Jan van Branteghem. Omstreeks 1870 werd de redactie en uitgave verzorgd door Pieter Daens, die vanaf 1880 ook eigenaar werd van het tijdschrift.
Vanaf 1896 droeg het tijdschrift de ondertitel "Orgaan der Christene Volkspartij". Op 23 augustus 1907 kwam het tot een fusie met het Brusselse weekblad De Volkseeuw - uitgegeven door Léonce du Castillon - en werd de titel gewijzigd in Het Land van Aelst en de Volkseeuw.
De laatste editie verscheen in juli 1914.

## Historische documenten
- Digitaal archief Het Land van Aelst; Stadsarchief Aalst